# Моликов, Сергей Иванович
Сергей Иванович Моликов (24 сентября [7 октября] 1905, Тростниково, Орловская губерния — неизвестно, СССР) — — советский государственный и партийный деятель.

## Биография
Сергей Моликов родился 24 сентября (7 октября) 1905 года в бедной крестьянской семье в деревне Тростниково Верхососенской волости Малоархангельского уезда Орловской губернии, ныне деревня входит во Владимировское сельское поселение Покровского района Орловской области. Отец Иван Павлович Моликов в 1919 году руководил комитетом по наложению контрибуции Орловского губисполкома.  Мать — Параскева Владимировна. Был крещён 25 сентября (8 октября)  1905 года во Владимирской церкви села Владимирского (Фёдоровка) Малоархангельского уезда священником Иоанном Владимирцевым; восприемники: деревни Тростниковой крестьянин Иван Сергиев Воронкин и села Покровского крестьянина Никиты Егорова Шуева жена София Егорова.
Начальное пятиклассное образование получил в селе Фёдоровка Малоархангельского уезда Орловской губернии.
В 1922—1926 годах — слушатель Орловской губернской школы советского и партийного строительства (Орловская губсовпартшкола 1—2-й ступени).
В 1926—1929 годах — председатель волостного комитета по защите прав батраков, инструктор политико-просветительной работы уездного отдела народного образования (Орловская губерния).
С 1929 года — заведующий районным земельным отделом (Центрально-Чернозёмная область), председатель Исполнительного комитета районного Совета.
С 1931 года член ВКП(б), в 1952 году партия переименована в КПСС.
До 1939 года — секретарь районного комитета ВКП(б) (Орловская область).
В 1939—1941 годах — инструктор Сельскохозяйственного отдела ЦК ВКП(б).
В 1939—1941 годах учился на факультете особого назначения при Народном комиссариате земледелия СССР.
В 1941 — февраль 1943 года — заместитель председателя Исполнительного комитета Челябинского областного Совета депутатов трудящихся.
После образования Курганской области Моликов, имеющий значительный опыт советской работы, постановлением ЦК ВКП(б) от 6 февраля 1943 года назначен председателем исполкома Курганского областного Совета депутатов трудящихся.
28 марта 1944 года на первой сессии Курганского областного Совета депутатов трудящихся I созыва депутаты утвердили его кандидатуру в этой должности.
В 1947 году Моликов был избран депутатом Верховного Совета РСФСР II созыва.
В ноябрь 1947—1950 — слушатель Высшей партийной школы при ЦК ВКП(б).
В 1950 году — инспектор аппарата уполномоченного ЦК ВКП(б) по Узбекской ССР.
В 1951—1952 годах — инструктор Отдела партийных, профсоюзных и комсомольских органов ЦК ВКП(б).
18 сентября 1952 года — 18 марта 1957 года председатель Исполнительного комитета Архангельского областного Совета депутатов трудящихся.
В 1957 году — заместитель председателя Исполнительного комитета Великолукского областного Совета депутатов трудящихся. Указом Президиума Верховного Совета РСФСР от 2 октября 1957 года Великолукская область была упразднена.
Дальнейшая судьба неизвестна.

## Награды и звания
- Орден Трудового Красного Знамени
- Орден «Знак Почёта», май 1942 года, за выдающиеся успехи в сельском хозяйстве, освоение новых земель, расширение посевных площадей и повышение урожайности сельскохозяйственных культур[3]
- Медаль «За победу над Германией в Великой Отечественной войне 1941—1945 гг.»
- Медаль «За доблестный труд в Великой Отечественной войне 1941—1945 гг.»